# نوبوهیرو ایشیزاکی
نوبوهیرو ایشیزاکی (انگلیسی: Nobuhiro Ishizaki؛ زادهٔ ۱۴ مارس ۱۹۵۸) بازیکن فوتبال اهل ژاپن است.
از باشگاه‌هایی که در آن بازی کرده‌است می‌توان به باشگاه فوتبال کونسادول ساپورو اشاره کرد.